# Кресниця
Кресниця (словен. Kresnica) — поселення в общині Шентиль, Подравський регіон‎, Словенія.